# 頁部
頁部（）は、漢字を部首により分類したグループの一つ。
康熙字典214部首では181番目に置かれる（9画の6番目、戌集の15番目）。

## 概要
「頁」字は人の頭を意味する。
『説文解字』は「𦣻」（「面」や「首」との共通部）と「儿」を組みあわせた会意文字とする。古文字では突出した頭を持ち、跪いた人間を側面から見た形に象っている。
また比較的新しい語義として漢籍を構成する紙を数える数量詞である「葉」（エフ、yè）の俗字として用いられる。この場合は袋とじなので折りたたんだ字面の両面で1頁であるが、近代に洋装本が入ってくるとその片面だけを1頁とするようになった。日本語では外来語の訓として「ページ」という読みもある。
偏旁の意符としては頭や首、顔に関することを示す。主に右側の旁の位置に置かれ、左右構造を作る。
頁部はこのような意符を構成要素に持つ漢字を収める。
中国の簡体字ではこれを「⻚」とする。

## 部首の通称
- 日本：おおがい（「大貝」。貝に似ているため）・いちのかい（一ノ貝）
- 中国：頁字旁
- 韓国：머리혈부（meori hyeol bu、あたまの頁部）
- 英米：Radical leaf

## 部首字
頁
- 中古音
  - 広韻 - 胡結切、屑韻、入声
  - 詩韻 - 屑韻、入声
  - 三十六字母 - 匣母
- 現代音
  - 普通話 - 1.ピンイン：xié 注音：ㄒㄧㄝˊ ウェード式：hsieh2 2.ピンイン：yè 注音：ㄧㄝˋ ウェード式：yeh4
  - 広東語 - 1.Jyutping:kit3 イェール式:kit3 2.Jyutping:jip6 イェール式:yip6
- 日本語 - 1.音：ケツ（漢音）・ケツ（呉音） 2.ヨウ（エフ）（漢音・呉音） 訓：ページ（英語pageより、当て字、外来語）
- 朝鮮語 - 音：혈(hyeol) 訓：머리（meori、あたま）

## 例字
- 頁
- 2頃・頂・3項・須・順・4頑・頏・頌・頓・頒・預・5頗・領・6頤・頡・7頷・頰（頬6）・頸・頽・頭・頻（頻8）・8額・顎・9顏（顔）・顋・題・10願・顚・類（類9）・12顧・顥・顫・顯（顕）・顰・顱・顳

- 新字体
- 頼→賴（貝部）